# Ariel Augusto Nogueira
Ariel Augusto Nogueira, ou simplesmente Ariel (Petrópolis, 22 de fevereiro de 1910 — Rio de Janeiro, 1 de agosto de 2005), foi um futebolista brasileiro que atuou como meia.

## Carreira

### Futebol
Ariel iniciou sua carreira pelo Hellênico em 1927. Neste mesmo ano, foi jogar pelo Petropolitano, clube que defendeu até 1929. Neste ano chegou ao Botafogo, onde venceu o Campeonato Carioca de 1930, 1932, 1933 e 1934. Sua boa atuação pelo alvinegro do Rio de Janeiro rendeu-lhe oportunidades na Seleção Brasileira. Pelo Brasil, fez 20 jogos, sendo que 19 não oficiais, e não marcou gol. Foi um dos nove atletas do Botafogo convocados para a disputa da Copa do Mundo de 1934.

### Medicina
Após o término de sua carreira nos gramados, continuou dedicando sua vida ao clube de General Severiano, tornando-se médico do Botafogo.

## Títulos
Botafogo
- Campeonato Carioca: 1930[4], 1932, 1933, 1934[1]